# Marcin Krupa
Marcin Tomasz Krupa  (Katowice, 5 de abril de 1976) es un político, funcionario, profesor e ingeniero polaco. 
Estudió ingeniería en la Universidad Politécnica de Silesia.
Fue electo alcalde de Katowice en 2014. Contrajo matrimonio con la profesora Joanna, son padres de dos hijos: Błażej y Martynki Krupa.

## Premios
- 2017, Cruz de Oro al Mérito.[4]
- 2018, Medalla del Centenario de la Independencia Recuperada.
- 2021, Medalla de Plata al Mérito Policial.
- 2022, Cruz de Caballero de la Orden del Mérito Húngaro.[5]